# Грибанова, Любовь Сергеевна
Любовь Сергеевна Грибанова (14 декабря 1941, Малиновка, Саратовская область — 16 февраля 2023, Малиновка, Саратовская область) — доярка колхоза имени Крупской Аркадакского района Саратовской области. Герой Социалистического Труда (6 декабря 1973).

## Биография
Родилась 14 декабря 1941 года в селе Малиновка Аркадакского района Саратовской области в семье крестьянина.
Обучалась с 1948 года в Малиновской средней школе. После семи классов работала на ферме колхоза имени Крупской села Малиновка.
В 1956 году она перешла работать на ферму. Сначала ухаживала за телятами, потом приняла группу первотёлок. В своей работе дояркой добилась высоких показателей надоя на одну фуражную корову.
22 марта 1966 года награждена орденом Трудового Красного Знамени, в 1971 году — орденом «Знак Почёта».
Удостоена звания Герой Социалистического Труда с вручением ордена Ленина и золотой медали «Серп и Молот».
Долгое время работала в колхозе. Общий трудовой стаж составил 41 год. Проживала в селе Малиновка.
В 2016 году из рук губернатора Саратовской области получила нагрудный знак «В ознаменование 80-летия образования Саратовской области».
Умерла 16 февраля 2023 года на 82-м году жизни. Похоронена в селе Малиновка.

## Награды
- Герой Социалистического Труда (6 декабря 1973)
- Орден Ленина (1973)
- Орден Трудового Красного Знамени (1966)
- Орден Знак Почёта (1971)